# Agrostis billardierei
Agrostis billardierei är en gräsart som beskrevs av Robert Brown. Agrostis billardierei ingår i släktet ven, och familjen gräs. Inga underarter finns listade i Catalogue of Life.